# Luis Manuel Orejuela
Luis Manuel Orejuela García (Cali, 20 augustus 1995) is een Colombiaans voetballer die doorgaans als rechtsback speelt. In maart 2021 verruilde hij Cruzeiro voor São Paulo.

## Carrière

### Deportivo Cali
Orejuela debuteerde op 7 augustus 2013 in het betaald voetbal in het shirt van Deportivo Cali. Daarmee speelde hij die dag een wedstrijd in het toernooi om de Copa Colombia, uit bij Unión Magdalena (eindstand 1-1). Zijn eerste wedstrijd in de Primera A volgde op 6 april 2014, uit bij Millonarios (1-0 verlies).

### Ajax
Hij tekende in augustus 2017 een contract tot medio 2022 bij Ajax, dat circa €3.650.000,- voor hem betaalde aan Deportivo Cali. Op 20 september 2017 maakte Luis Orejuela zijn debuut in het KNVB Beker-duel met SVV Scheveningen. Verder maakte hij vooral minuten in Jong Ajax. Op 7 januari 2019 werd bekend dat Orejuela tot eind 2019 verhuurd werd aan het Braziliaanse Cruzeiro.

### Cruzeiro
Op 31 december 2019 werd bekend dat Cruzeiro gebruikmaakte van een optie tot koop en Orejuela definitief overnam van Ajax. De Braziliaanse club was het seizoen ervoor gedegradeerd en er werd aanvankelijk niet verwacht dat er voldoende financiën zouden zijn de optie tot koop te lichten terwijl er ook belangstelling zou zijn van Palmeiras en Flamengo.

### Verhuur aan Grêmio
Een week nadat Orejuela de overstap maakte naar Cruzeiro werd hij reeds verhuurd aan Grêmio tot eind 2020.

## Clubstatistieken
| Seizoen         | Club            | Competitie                    | Competitie | Competitie | Beker | Beker | Internationaal | Internationaal | Totaal | Totaal |
| Seizoen         | Club            | Competitie                    | Wed.       | Dlp.       | Wed.  | Dlp.  | Wed.           | Dlp.           | Wed.   | Dlp.   |
| --------------- | --------------- | ----------------------------- | ---------- | ---------- | ----- | ----- | -------------- | -------------- | ------ | ------ |
| 2013            | Deportivo Cali  | Primera A                     | 0          | 0          | 1     | 0     | 0              | 0              | 1      | 0      |
| 2014            | Deportivo Cali  | Primera A                     | 1          | 0          | 1     | 0     | 0              | 0              | 2      | 0      |
| 2015            | Deportivo Cali  | Primera A                     | 4          | 0          | 2     | 0     | 0              | 0              | 6      | 0      |
| 2016            | Deportivo Cali  | Primera A                     | 24         | 1          | 4     | 0     | 1              | 0              | 29     | 1      |
| 2017            | Deportivo Cali  | Primera A                     | 25         | 2          | 5     | 1     | 4              | 0              | 34     | 3      |
| 2017/18         | Ajax            | Eredivisie                    | 1          | 0          | 3     | 0     | 0              | 0              | 4      | 0      |
| 2017/18         | Jong Ajax       | Eerste divisie                | 16         | 1          | 0     | 0     | 0              | 0              | 16     | 1      |
| 2019            | → Cruzeiro EC   | Campeonato Brasileiro Série A | 23         | 2          | 4     | 0     | 4              | 0              | 31     | 2      |
| 2020            | Cruzeiro EC     | Campeonato Brasileiro Série B | 0          | 0          | 0     | 0     | 0              | 0              | 0      | 0      |
| 2020            | → Grêmio        | Campeonato Brasileiro Série A | 18         | 1          | 0     | 0     | 7              | 0              | 25     | 1      |
| 2021            | Sao Paulo       | Campeonato Brasileiro Série A | 1          | 0          | 1     | 0     | 3              | 1              | 5      | 1      |
| Carrière totaal | Carrière totaal | Carrière totaal               | 113        | 7          | 23    | 1     | 19             | 1              | 155    | 9      |

Bijgewerkt op 11 juli 2021

## Erelijst
| Competitie           |                |                |                |                |
| Competitie           | Aantal         | Jaren          |                |                |
| Deportivo Cali       | Deportivo Cali | Deportivo Cali | Deportivo Cali | Deportivo Cali |
| -------------------- | -------------- | -------------- | -------------- | -------------- |
| Categoría Primera A  | 1x             | 2015 Apertura  |                |                |
| Superliga Colombiana | 1x             | 2014           |                |                |
| Jong Ajax            |                |                |                |                |
| Eerste divisie       | 1x             | 2017/18        |                |                |
| Cruzeiro             |                |                |                |                |
| Campeonato Mineiro   | 1x             | 2019           |                |                |
| Grêmio               |                |                |                |                |
| Campeonato Gaúcho    | 1x             | 2020           |                |                |